# 2021年廣州市2019冠狀病毒病聚集性疫情
2021年广州市2019冠状病毒病聚集性疫情（又称早茶传播链、饮早茶群组）是指自2021年5月起在广州市爆发的2019冠状病毒病聚集性疫情。该次疫情的首个病例为5月21日在荔灣區发现的一起本土病例，患者为感染病毒株B.1.617谱系的75岁郭姓女患者，确诊后被送至2019冠状病毒病定点收治医院广州市第八人民医院进行隔离治疗。此轮疫情的关联病例分散在广东、广西多地。随后廣東省多地启动全员核酸检测，疫情高风险地区荔湾区白鹤洞街、中南街全域实施封闭式管理。随着广州市中高风险地区于6月26日清零，是轮疫情告一段落。病毒源头调查結果為郭患者在前往荔灣中心醫院就診時，被在同院治療的2019冠狀病毒病病人感染。

## 背景
疫情爆发时，广州市正在进行2019冠状病毒病疫苗的大规模接种工作。据广州市卫生健康委主任黄光烈表示，截至2021年5月21日下午4点，广州市接种705万人，952万剂次，目标人群接种率为63.4%，荔湾区累计接种38.8万人，目标人群接种率已经达到82.6%。
经过初步判断，首例患者郭某感染2019冠狀病毒变种病毒株B.1.617谱系。当天，深圳市盐田区也出现1例本土无症状感染者病例，患者为盐田港国际货轮箱船理货员，感染2019冠狀病毒变种病毒株B.1.1.7譜系。

## 确诊时序

### 广州市

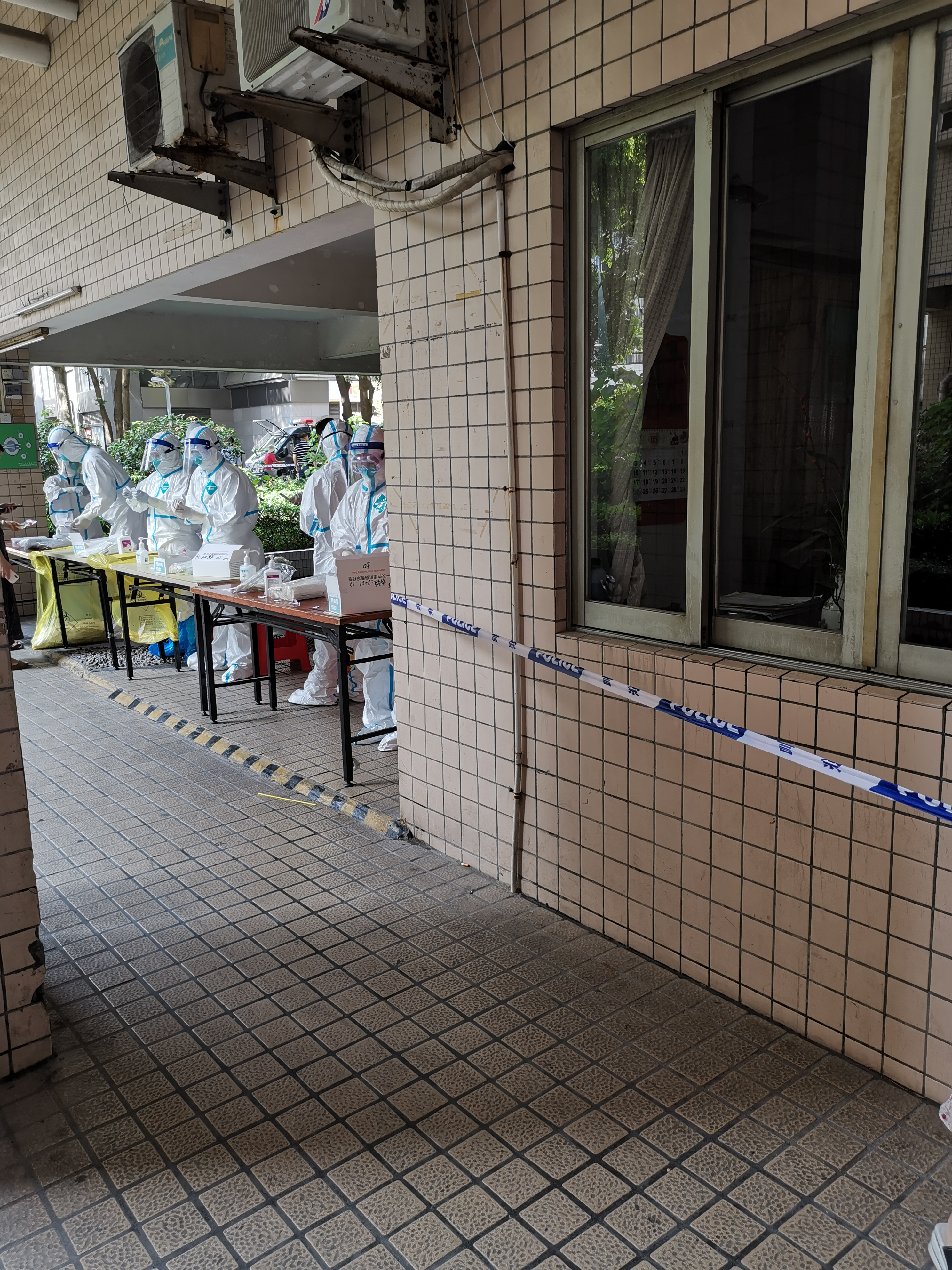
5月21日，首例患者居住地汇鑫阁的檢測人員

2021年5月20日下午，首例患者郭某前往荔湾区中心医院发热门诊求医，新冠肺炎病毒检测结果显示为疑似阳性。活动轨迹显示，患者确诊前14天的活动轨迹遍及荔湾区，包括多家茶楼和餐厅，以及一菜市场。经过复核，该名患者于次日证实为阳性。其后，该患者丈夫陆某在隔离期间接受三次核酸检测，第三次结果为阳性，于5月23日正式确认确诊。5月26日，一名曾与患者在同一茶楼饮茶的茶客连同孙子与儿媳确诊。同日，广州市海珠区确认上述确诊茶客的侄女确诊。5月26日，居住在郭某曾到访小区鹤园小区的一家三口，以及居住在海珠区另一小区的另一位家属确诊，与当日其中一位确诊者关联的5人于翌日确诊。5月28日，新增5例无症状感染者及1例无症状感染者转确诊病例。5月29日，新增12例无症状感染者。5月30日，新增4例确诊病例，此前14例无症状感染者全部转为确诊病例。5月31日，新增10例确诊病例及2例无症状感染者。
6月1日，新增7例确诊病例及5例无症状感染者。6月2日，新增11例确诊病例及5例无症状感染者，另有4例无症状感染者转为确诊病例，其中4例注射首针疫苗。6月3日，新增6例确诊病例和1例无症状感染者，另有2例无症状感染者转确诊病例。6月4日，新增6例确诊病例和2例无症状感染者，另有3例无症状感染者转确诊病例。6月5日，新增6例确诊病例和3例无症状感染者，另有1例无症状感染者转确诊病例，其中南沙区的确诊病例为一家六口。6月6日，新增3例确诊病例和1例无症状感染者，另有1例无症状感染者转确诊病例。6月7日，新增10例确诊病例，另有4例无症状感染者转确诊病例。其中一名确诊患者存在隐瞒旅居史、接触史的行为，因涉嫌妨害传染病防治罪被警方刑事拘留。6月8日，新增7例确诊病例，另有1例无症状感染者转确诊病例，出院病例2例。6月9日，新增4例确诊病例，另有2例无症状感染者转确诊病例，出院病例2例。6月10日，新增9例确诊病例，出院病例3例。6月11日，新增8例确诊病例，另有1例无症状感染者转确诊病例，出院病例4例，当天另外有两名广州医科大学附属市八医院的医护工作者确诊新冠病毒。6月12日，广州南沙区警方通报，确诊患者张某、鲁某夫妇因隐瞒中高风险地区行程，涉嫌妨害传染病防治，被警方立案侦查。鲁某曾于6月10日在今日头条亲自发文，表示自己一家人没有隐瞒病情。另外，一篇题为《倾城之恋2021》的文章在网络平台广泛流转，称张某和鲁某约会就餐后，鲁某前来深圳，导致多区开展核酸大排查，后被深圳市公安局宝安分局确认为谣言，文章作者被警方行政拘留。6月12日，新增6例确诊病例，出院病例4例。6月13日，新增4例确诊病例，出院病例2例。6月14日，新增1例确诊病例。6月16日，新增4例确诊病例，出院病例1例。6月18日，新增2例确诊病例，出院病例8例。
7月8日，本轮疫情中的最后6名确诊患者从广州医科大学附属市八医院出院。至此，本轮疫情的在院感染者实现清零。

### 佛山市
5月27日，佛山市禅城区排查广州市无症状感染者雷某某的密切接触者中，发现1例无症状感染者，5月28日新增1例关联的无症状感染者病例，5月30日再增一例，三个无症状病例于6月1日转为确诊病例。6月4日，曾与5月27日1号无症状感染者在同一餐厅用餐的一家三口确诊。6月17日，佛山新增1例确诊病例，为一确诊病例的密切接触者。6月18日，佛山市新增1例确诊病例，属确诊病例同楼栋人员。

### 其他地区
多地也出现与郭某相关联的疫情。广东茂名市电白区一名47岁的女服务员确诊。5月19日，郭某曾于她担任服务员的餐厅“又一间茶点轩”就餐，她在向郭某送餐的时候未佩戴口罩，经判定为确诊病例郭某的密切接触者；该服务员的一名密切接触者于25日从珠海横琴口岸进入澳门，入住澳门伦敦人酒店，之后到仁伯爵综合医院接受病毒核酸检测，结果阴性，随后送往公共卫生临床中心接受医学观察。广东湛江市吴川市浅水镇一名市民与上述服务员的次密切接触者有过密切接触，被纳入健康管理。广西南宁市确认一位从卢旺达回国的人士为境外输入的无症状感染者病例，患者曾于广州荔湾区一家酒店隔离14天。6月6日，湛江市吴川市覃巴镇出现1例无症状感染者，患者为广州某汽贸服务有限公司职工，5月31日从广州返回。
5月29日，澳门卫生局接到珠海市疾控中心通知，称一名男性澳门居民与荔湾区无症状感染者于5月23日在清远新区古龙峡旅游区有近距离（3米内）的共同轨迹。卫生局在澳门找到该名人士后，随即为他安排接受核酸检测，并将在高顶公共卫生临床中心接受隔离医学观察。

### 各关联病例情况简表
| #   | 性别 | 年齡 | 報告日期 | 其他資料 | 报告地 |
| --- | ---- | ---- | -------- | --- | ------ |
| 1   | 女   | 75   | 5月21日  | 住龙津街道锦龙社区，是本轮广州疫情的首位确诊病例 | 广州市 |
| 2   | 男   | 76   | 5月23日  | 案例1的丈夫 | 广州市 |
| 3   | 女   | 47   | 5月23日  | 住电白区那霍镇马路旧屋村，又一间茶点轩服务员，曾为案例1所在餐桌送餐，期间未佩戴口罩 | 茂名市 |
| 7   | 男   | 11   | 5月26日  | 住广州市荔湾区鹤园小区东二巷，培真小学五（4）班学生，案例8的孙子 | 广州市 |
| 8   | 女   | 73   | 5月26日  | 住广州市荔湾区鹤园小区东二巷，离退人员，曾与案例1同时间在又一间茶点轩就餐，案例7的奶奶 | 广州市 |
| 9   | 女   | 38   | 5月26日  | 住广州市荔湾区鹤园小区东二巷，中海花湾壹号A区美容院员工，案例8的儿媳、案例7的母亲 | 广州市 |
| 10  | 女   | 17   | 5月26日  | 住瑞宝街南洲名苑小区怡居街，广州市轻工高级技工学校学生，案例8的侄女 | 广州市 |
| 11  | 女   | 14   | 5月27日  | 住广州市荔湾区鹤平小区平东一巷，案例7的托管班同学 | 广州市 |
| 12  | 女   | 85   | 5月27日  | 住广州市荔湾区鹤园小区东片，曾与案例8同一时段在其贤酒家就餐 | 广州市 |
| 13  | 男   | 76   | 5月27日  | 住广州市荔湾区鹤园小区东片，案例8的丈夫 | 广州市 |
| 14  | 女   | 40   | 5月27日  | 住佛山市禅城区绿茵鸣苑小区，曾与案例9在南海区滨江一号共同参加培训 | 佛山市 |
| 15  | 女   | 56   | 5月28日  | 住佛山市南海区桂城街道华福御水岸小区 | 佛山市 |
| 16  | 男   | 31   | 5月28日  | 住佛山市南海区桂城街道华福御水岸小区，案例15的儿子 | 佛山市 |
| 17  | 女   | 1    | 5月28日  | 住佛山市南海区桂城街道华福御水岸小区，案例15的孙子 | 佛山市 |
| 18  | 男   | 11   | 5月28日  | 住广州市荔湾区西坑新村一巷，案例7的同班同学 | 广州市 |
| 19  | 男   | 45   | 5月28日  | 住广州市荔湾区西塱花地大道南1号，案例8、案例9的密切接触者 | 广州市 |
| 20  | 女   | 39   | 5月28日  | 住广州市荔湾区花地大道中金光大街24号，为培真小学（鹤园校区）学生家长 | 广州市 |
| 21  | 女   | 52   | 5月28日  | 住广州市海珠区南洲名苑怡居街57号，案例10的母亲 | 广州市 |
| 22  | 女   | 53   | 5月28日  | 住广州市荔湾区海南村赤岗东约22号 | 广州市 |
| 23  | 女   | 11   | 5月29日  | 住广州市荔湾区鹤园西12巷，案例7的密切接触者，案例18的同班同学 | 广州市 |
| 24  | 女   | 55   | 5月29日  | 住广州市荔湾区海南村赤岗东约，案例22的密切接触者 | 广州市 |
| 25  | 女   | 47   | 5月29日  | 住广州市荔湾区海南村冲田三巷，案例22的密切接触者 | 广州市 |
| 26  | 女   | 63   | 5月29日  | 住广州市荔湾区海南村赤岗市场1巷，案例22的密切接触者 | 广州市 |
| 27  | 女   | 74   | 5月29日  | 住广州市荔湾区海南村赤岗村，案例22的密切接触者 | 广州市 |
| 28  | 男   | 32   | 5月29日  | 住广州市荔湾区鹤园东十六巷，案例12的密切接触者 | 广州市 |
| 29  | 女   | 47   | 5月29日  | 住广州市海珠区中海橡园，佛山某无症状感染者的密切接触者 | 广州市 |
| 30  | 男   | 60   | 5月29日  | 住广州市番禺区锦绣半岛东区，在重点人群中排查发现 | 广州市 |
| 31  | 男   | 70   | 5月29日  | 住广州市荔湾区海南村南边二巷，在重点人群中排查发现 | 广州市 |
| 32  | 女   | 68   | 5月29日  | 住广州市荔湾区海南村南边二巷，为案例30的密切接触者 | 广州市 |
| 33  | 女   | 42   | 5月29日  | 住广州市荔湾区海南村赤岗西约，在重点人群中排查发现 | 广州市 |
| 34  | 女   | 48   | 5月29日  | 住广州市荔湾区海南村赤岗西约，在重点人群中排查发现 | 广州市 |
| 35  | 女   | 31   | 5月29日  | 住佛山市南海区桂城街道华福御水岸小区，案例15的密切接触者 | 佛山市 |
| 36  | 男   | 63   | 5月30日  | 住广州市荔湾区海南村赤岗西约，案例27的密切接触者 | 广州市 |
| 37  | 男   | 51   | 5月30日  | 住广州市荔湾区海南村赤岗西约，案例27的密切接触者 | 广州市 |
| 38  | 女   | 58   | 5月30日  | 住广州市荔湾区海南村赤岗西约，案例27的密切接触者 | 广州市 |
| 39  | 女   | 53   | 5月30日  | 住广州市荔湾区海南村沖田七巷，案例27的密切接触者 | 广州市 |
| 40  | 女   | 46   | 5月30日  | 住佛山市南海区桂城街道华福御水岸小区，曾与案例15在小区广场一起跳舞 | 佛山市 |
| 41  | 女   | 75   | 5月31日  | 住广州市荔湾区海南村赤岗西约，案例22的密切接触者 | 广州市 |
| 42  | 男   | 26   | 5月31日  | 住广州市荔湾区海南村赤岗西约，案例27的密切接触者 | 广州市 |
| 43  | 女   | 39   | 5月31日  | 住广州市荔湾区鹤园西十二巷，案例23的密切接触者 | 广州市 |
| 45  | 女   | 84   | 5月31日  | 住广州市荔湾区观鹤小区五巷，在重点人群排查中发现，案123之母 | 广州市 |
| 46  | 男   | 85   | 5月31日  | 住广州市荔湾区观鹤小区五巷，在重点人群排查中发现，案123之父 | 广州市 |
| 47  | 男   | 23   | 5月31日  | 住广州市荔湾区观鹤小区五巷，在重点人群排查中发现 | 广州市 |
| 48  | 男   | 64   | 5月31日  | 住广州市荔湾区观鹤小区三巷，在重点人群排查中发现 | 广州市 |
| 49  | 女   | 44   | 5月31日  | 住广州市荔湾区观鹤小区一巷，在重点人群排查中发现 | 广州市 |
| 50  | 女   | 16   | 5月31日  | 住广州市荔湾区观鹤小区一巷，在重点人群排查中发现 | 广州市 |
| 51  | 女   | 58   | 5月31日  | 住广州市荔湾区鹤翔路山顶三巷，在重点人群排查中发现 | 广州市 |
| 52  | 女   | 7    | 5月31日  | 住广州市荔湾区海南村赤岗东约，在重点人群排查中发现 | 广州市 |
| 53  | 女   | 59   | 5月31日  | 住广州市荔湾区观鹤小区三巷，在重点人群排查中发现 | 广州市 |
| 54  | 男   | 24   | 6月1日   | 住广州市荔湾区西塱花围西约，在重点人群排查中发现 | 广州市 |
| 55  | 女   | 84   | 6月1日   | 住广州市荔湾区鹤园中路十五巷，在重点人群排查中发现 | 广州市 |
| 56  | 女   | 51   | 6月1日   | 住广州市荔湾区白鹤洞街道中海花湾，在重点人员排查中发现 | 广州市 |
| 57  | 女   | 58   | 6月1日   | 住广州市荔湾区白鹤洞街道珠江金茂府，在重点人群排查中发现 | 广州市 |
| 58  | 女   | 78   | 6月1日   | 住广州市海珠区昌岗街道晓阳街，在重点人群排查中发现 | 广州市 |
| 59  | 女   | 61   | 6月1日   | 住广州市荔湾区西塱花围东约，案例31的密切接触者 | 广州市 |
| 60  | 男   | 53   | 6月1日   | 住广州市番禺区洛浦街道锦绣半岛东区，5月30日报告的确诊病例的密切接触者 | 广州市 |
| 61  | 女   | 52   | 6月1日   | 住广州市荔湾区白鹤洞街道鹤园小区东二巷，在重点人群排查中发现 | 广州市 |
| 62  | 男   | 58   | 6月1日   | 住广州市荔湾区白鹤洞街道中海花湾，在重点人群排查中发现 | 广州市 |
| 63  | 男   | 7    | 6月1日   | 住广州市荔湾区花地大道中金光大街，案例20的密切接触者 | 广州市 |
| 64  | 男   | 17   | 6月1日   | 住广州市荔湾区海南村赤岗西约，案例27的密切接触者，为高三学生 | 广州市 |
| 65  | 女   | 46   | 6月1日   | 住广州市荔湾区海南村赤岗东约，案例22的密切接触者 | 广州市 |
| 66  | 女   | 39   | 6月2日   | 住广州市荔湾区白鹤洞街道白鹤洞东十巷，发热门诊排查发现 | 广州市 |
| 67  | 男   | 70   | 6月2日   | 住广州市荔湾区中南街道海南村赤岗西约，佛山市某无症状感染者的密切接触者 | 广州市 |
| 68  | 女   | 51   | 6月2日   | 住广州市荔湾区中南街道海南村赤岗西约，案例27的密切接触者 | 广州市 |
| 69  | 女   | 56   | 6月2日   | 住广州市荔湾区中南街道海南村赤岗东约，案例22的密切接触者 | 广州市 |
| 70  | 女   | 84   | 6月2日   | 住广州市荔湾区中南街道海南村赤岗东约，案例22的密切接触者 | 广州市 |
| 71  | 女   | 14   | 6月2日   | 住广州市荔湾区中南街道海南村赤岗东约，案例22的密切接触者 | 广州市 |
| 72  | 男   | 38   | 6月2日   | 住广州市荔湾区中南街道海南村赤岗东约，案例22的密切接触者 | 广州市 |
| 73  | 女   | 3    | 6月2日   | 住广州市荔湾区中南街道海南村赤岗东约，案例22的密切接触者 | 广州市 |
| 74  | 女   | 61   | 6月2日   | 住广州市荔湾区中南街道海南村赤岗东约，案例22的密切接触者 | 广州市 |
| 75  | 女   | 49   | 6月2日   | 住广州市荔湾区白鹤洞街道观鹤小区四巷，在重点人群排查中发现 | 广州市 |
| 76  | 男   | 16   | 6月2日   | 住广州市荔湾区白鹤洞街道观鹤小区四巷，在重点人群排查中发现 | 广州市 |
| 77  | 男   | 3    | 6月2日   | 住广州市荔湾区中南街道海南村赤岗东约，为佛山市某无症状感染者的密切接触者 | 广州市 |
| 78  | 男   | 42   | 6月2日   | 住广州市荔湾区东漖街道西塱湛涌大街，案例11的密切接触者 | 广州市 |
| 79  | 男   | 58   | 6月2日   | 住广州市荔湾区中南街道冲田街，在重点人群排查中发现 | 广州市 |
| 80  | 男   | 7    | 6月2日   | 住广州市荔湾区白鹤洞街道观鹤小区三巷，在重点人群排查中发现 | 广州市 |
| 81  | 女   | 58   | 6月2日   | 住广州市荔湾区中南街道冲田街，在重点人群排查中发现 | 广州市 |
| 82  | 男   | 58   | 6月3日   | 住广州市海珠区滨江街道沙地直街，案例48的密切接触者 | 广州市 |
| 83  | 男   | 24   | 6月3日   | 住广州市荔湾区白鹤洞街道保利海德公馆，案例55和61的密切接触者 | 广州市 |
| 84  | 女   | 22   | 6月3日   | 住广州市荔湾区白鹤洞街道保利海德公馆，案例55和61的密切接触者 | 广州市 |
| 85  | 男   | 45   | 6月3日   | 住广州市荔湾区中南街道海南村赤岗西约，案例76的密切接触者 | 广州市 |
| 86  | 女   | 84   | 6月3日   | 住广州市荔湾区白鹤洞街道鹤园西十七巷，案例12的密切接触者 | 广州市 |
| 87  | 男   | 37   | 6月3日   | 住广州市荔湾区白鹤洞街道鹤园小区，居家隔离期间排查发现 | 广州市 |
| 88  | 男   | 33   | 6月3日   | 住佛山市盈康包装有限公司宿舍 | 佛山市 |
| 89  | 男   | 31   | 6月4日   | 廣東省中醫院男護士，住广州市越秀区北京街道惠福西路，发热门诊排查发现 | 广州市 |
| 90  | 男   | 25   | 6月4日   | 住广州市荔湾区白鹤洞街道中海花湾，案例55和61的密切接触者 | 广州市 |
| 91  | 女   | 63   | 6月4日   | 住广州市海珠区瑞宝街道南洲名苑怡居街，案例8和10的密切接触者 | 广州市 |
| 92  | 女   | 92   | 6月4日   | 住广州市海珠区瑞宝街道南洲名苑怡居街，案例8和10的密切接触者 | 广州市 |
| 93  | 男   | 11   | 6月4日   | 住广州市荔湾区白鹤洞街道鹤园小区，案例86的密切接触者 | 广州市 |
| 94  | 女   | 4    | 6月4日   | 住广州市荔湾区白鹤洞街道珠江金茂府，案例56的密切接触者 | 广州市 |
| 95  | 女   | 37   | 6月4日   | 住广州市荔湾区白鹤洞街道鹤园小区，案例86的密切接触者 | 广州市 |
| 96  | 男   | 64   | 6月4日   | 住广州市荔湾区白鹤洞街道珠江金茂府，案例56的密切接触者 | 广州市 |
| 97  | 男   | 66   | 6月4日   | 住佛山市南海区桂城街道金域名都小区，案例43的密切接触者，曾在同一餐厅就餐 | 佛山市 |
| 98  | 女   | 63   | 6月4日   | 住佛山市南海区桂城街道金域名都小区，案例43的密切接触者，曾在同一餐厅就餐 | 佛山市 |
| 99  | 女   | 37   | 6月4日   | 住佛山市南海区桂城街道金域名都小区，案例97和98的密切接触者（女儿），曾在同一餐厅就餐 | 佛山市 |
| 100 | 男   | 30   | 6月5日   | 住廣州市南沙区万顷沙镇嘉安花园。5月25日曾到过荔湾区中南街鹅公村（荔湾店）就餐，6月3日前往医院就诊，未如实填写《新冠肺炎流行病学调查问卷》，未如实告知医生近14天内的旅居史。涉嫌妨害传染病防治，被南沙警方立案侦查                                                                          | 廣州市 |
| 101 | 女   | 52   | 6月5日   | 住廣州市南沙区万顷沙镇嘉安花园，案例100密切接触者 | 廣州市 |
| 102 | 女   | 34   | 6月5日   | 住廣州市南沙区万顷沙镇嘉安花园，案例100密切接触者。5月25日曾到过荔湾区中南街鹅公村（荔湾店）就餐，6月3日前往医院就诊，未如实填写《新冠肺炎流行病学调查问卷》，未如实告知医生近14天内的旅居史。涉嫌妨害传染病防治，被南沙警方立案侦查                                                       | 廣州市 |
| 103 | 男   | 53   | 6月5日   | 住廣州市南沙区万顷沙镇嘉安花园，案例100密切接触者 | 廣州市 |
| 104 | 女   | 5    | 6月5日   | 住廣州市南沙区万顷沙镇嘉安花园，案例100密切接触者 | 廣州市 |
| 105 | 女   | 1    | 6月5日   | 住廣州市南沙区万顷沙镇嘉安花园，案例100密切接触者 | 廣州市 |
| 106 | 女   | 74   | 6月5日   | 住广州市荔湾区白鹤洞街道鹤园中三巷，案例8密切接触者 | 廣州市 |
| 107 | 男   | 75   | 6月5日   | 住广州市荔湾区白鹤洞街道鹤园中三巷，案例8密切接触者 | 廣州市 |
| 108 | 女   | 81   | 6月5日   | 住广州市荔湾区白鹤洞街道鹤园小区，案例12密切接触者 | 廣州市 |
| 109 | 男   | 25   | 6月6日   | 住湛江市吴川市覃巴镇下榕村，广州某汽贸服务有限公司职工，案例123的密切接触者 | 湛江市 |
| 110 | 男   | 80   | 6月6日   | 住广州市荔湾区白鹤洞街道鹤园中路六巷，在重点人群中排查发现 | 广州市 |
| 111 | 女   | 77   | 6月6日   | 住广州市荔湾区白鹤洞街道鹤园中路六巷，在重点人群中排查发现 | 广州市 |
| 112 | 男   | 68   | 6月6日   | 住广州市荔湾区白鹤洞街道观鹤小区四巷，在重点人群中排查发现 | 广州市 |
| 113 | 男   | 12   | 6月6日   | 住广州市荔湾区白鹤洞街道鹤园东十三巷，案例93密切接触者 | 广州市 |
| 114 | 男   | 15   | 6月7日   | 住广州市荔湾区白鹤洞街道鹤园中路六巷，案例110、111密切接触者 | 广州市 |
| 115 | 男   | 44   | 6月7日   | 住广州市荔湾区白鹤洞街道鹤园中路六巷，案例110、111密切接触者 | 广州市 |
| 116 | 女   | 45   | 6月7日   | 住广州市荔湾区白鹤洞街道鹤园小区，案例87、108密切接触者 | 广州市 |
| 117 | 男   | 17   | 6月7日   | 住广州市荔湾区白鹤洞街道鹤园小区，案例87、108密切接触者 | 广州市 |
| 118 | 女   | 67   | 6月7日   | 住广州市荔湾区白鹤洞街道鹤园东十三巷，在重点人群中排查发现 | 广州市 |
| 119 | 男   | 67   | 6月7日   | 住广州市荔湾区白鹤洞街道鹤园东十三巷，在重点人群中排查发现 | 广州市 |
| 120 | 女   | 71   | 6月7日   | 住广州市荔湾区白鹤洞街道鹤园东十三巷，在重点人群中排查发现 | 广州市 |
| 121 | 男   | 81   | 6月7日   | 住广州市荔湾区白鹤洞街道鹤园东十三巷，案例120密切接触者 | 广州市 |
| 122 | 女   | 44   | 6月7日   | 住广州市荔湾区白鹤洞街道鹤园东十三巷，案例120密切接触者 | 广州市 |
| 123 | 男   | 55   | 6月7日   | 住广州市番禺区大石街道北联村南大街，案例45、46的密切接触者。5月25日下午與案45、46密切接觸，31日凌晨接到市疾病防控流调组工作人员来电知悉曾與個案密切接觸。后出现咳嗽、发热症状，先后于6月2日、4日前往医院，隐瞒其曾与确诊病例接触，后确诊。因涉嫌妨害传染病防治罪，已被公安机关依法刑事拘留 | 广州市 |
| 124 | 女   | 4    | 6月8日   | 住广州市南沙区珠江街道嘉安花园，案例104的密切接触者 | 广州市 |
| 125 | 男   | 35   | 6月8日   | 住广州市南沙区珠江街道发展路，案例100、103密切接触者 | 广州市 |
| 126 | 女   | 70   | 6月8日   | 住广州市荔湾区东沙街道新爵村天后西街，案例31、68密切接触者 | 广州市 |
| 127 | 女   | 73   | 6月8日   | 住广州市荔湾区白鹤洞街道鹤园小区东十三巷，5月30日无症状感染者转确诊病例的密切接触者 | 广州市 |
| 128 | 女   | 43   | 6月8日   | 住广州市荔湾区白鹤洞街道鹤园小区东十三巷，案例127的密切接触者 | 广州市 |
| 129 | 男   | 48   | 6月8日   | 住广州市荔湾区白鹤洞街道鹤园小区东十三巷，案例127的密切接触者 | 广州市 |
| 130 | 男   | 5    | 6月8日   | 住广州市荔湾区白鹤洞街道鹤园小区东十三巷，案例127的密切接触者 | 广州市 |
| 131 | 女   | 58   | 6月9日   | 住广州市南沙区珠江街道嘉安花园，案例124的密切接触者 | 广州市 |
| 132 | 女   | 46   | 6月9日   | 住广州市番禺区大石街道北联村新南大街四巷，案例123的密切接触者 | 广州市 |
| 133 | 男   | 53   | 6月9日   | 住广州市荔湾区白鹤洞街道鹤园小区，案例123的密切接触者 | 广州市 |
| 134 | 男   | 54   | 6月9日   | 住广州市海珠区沙园街道中海橡园，案例29的密切接触者 | 广州市 |
| 135 | 男   | 69   | 6月10日  | 住广州市荔湾区白鹤洞街道鹤园中路六巷，案例110、111的密切接触者 | 广州市 |
| 136 | 女   | 41   | 6月10日  | 住广州市荔湾区白鹤洞街道鹤园中路六巷，案例110、111的密切接触者 | 广州市 |
| 137 | 男   | 60   | 6月10日  | 住广州市荔湾区白鹤洞街道鹤园中路六巷，案例110、111的密切接触者 | 广州市 |
| 138 | 女   | 61   | 6月10日  | 住广州市荔湾区白鹤洞街道鹤园中路六巷，案例110、111的密切接触者 | 广州市 |
| 139 | 男   | 73   | 6月10日  | 住广州市荔湾区白鹤洞街道鹤园东十三巷，5月30日一例确诊病例的密切接触者 | 广州市 |
| 140 | 女   | 72   | 6月10日  | 住广州市荔湾区白鹤洞街道鹤园东十三巷，6月7日一例确诊病例的密切接触者 | 广州市 |
| 141 | 女   | 80   | 6月10日  | 住广州市荔湾区白鹤洞街道鹤园东十三巷，为6月7日一例确诊病例的密切接触者 | 广州市 |
| 142 | 女   | 32   | 6月10日  | 住广州市荔湾区白鹤洞街道金道花苑，案例72的密切接触者 | 广州市 |
| 143 | 女   | 11   | 6月10日  | 住广州市荔湾区白鹤洞街道鹤园中路六巷，在重点人群中排查发现 | 广州市 |
| 144 | 女   | 45   | 6月11日  | 住廣州市南沙区珠江街道珠江西一路，案例103、104的密切接触者 | 广州市 |
| 145 | 女   | 67   | 6月11日  | 住广州市荔湾区白鹤洞街道鹤园中路六巷，案例110、111的密切接触者 | 广州市 |
| 146 | 女   | 44   | 6月11日  | 住广州市荔湾区白鹤洞街道鹤园东十三巷，6月7日一例确诊病例的密切接触者 | 广州市 |
| 147 | 男   | 15   | 6月11日  | 住广州市荔湾区白鹤洞街道鹤园东十三巷，6月7日一例确诊病例的密切接触者 | 广州市 |
| 148 | 男   | 13   | 6月11日  | 住广州市荔湾区白鹤洞街道鹤园东十三巷，6月7日一例确诊病例的密切接触者 | 广州市 |
| 149 | 女   | 71   | 6月11日  | 住广州市荔湾区白鹤洞街道鹤园东十三巷，案例128的密切接触者 | 广州市 |
| 150 | 女   | 10   | 6月11日  | 住广州市荔湾区白鹤洞街道鹤园东十三巷，案例127、128、129、130的密切接触者 | 广州市 |
| 151 | 女   | 43   | 6月11日  | 住广州市荔湾区白鹤洞街道鹤洞路，在重点人群中排查发现 | 广州市 |
| 152 | 男   | 78   | 6月12日  | 住广州市荔湾区白鹤洞街道鹤园东十三巷，案例149的密切接触者 | 广州市 |
| 153 | 男   | 66   | 6月12日  | 住广州市荔湾区白鹤洞街道鹤园中路六巷，在重点人群中排查发现 | 广州市 |
| 154 | 男   | 85   | 6月12日  | 住广州市荔湾区白鹤洞街道鹤园东十三巷 | 广州市 |
| 155 | 男   | 13   | 6月12日  | 住广州市荔湾区白鹤洞街道鹤园东十三巷 | 广州市 |
| 156 | 女   | 27   | 6月12日  | 住广州市白云区永平街道集贤路，廣州醫科大學附屬市八醫院病理科技師，在重点人群排查发现 | 广州市 |
| 157 | 男   | 36   | 6月12日  | 住广州市白云区永平街道集贤路，廣州醫科大學附屬市八醫院急診科醫師，在重点人群排查发现 | 广州市 |
| 158 | 女   | 71   | 6月13日  | 住广州市荔湾区白鹤洞街道鹤园东十三巷，案例148密切接触者 | 广州市 |
| 159 | 男   | 38   | 6月13日  | 住广州市荔湾区白鹤洞街道中海花湾，案例150密切接触者 | 广州市 |
| 160 | 男   | 44   | 6月13日  | 住广州市荔湾区白鹤洞街道鹤园东十三巷，案例120、121、122密切接触者 | 广州市 |
| 161 | 女   | 22   | 6月13日  | 住广州市白云区大源街道大源南路，案例89密切接触者，被送酒店集中隔离，6月13日檢測核酸阳性 | 广州市 |
| 162 | 女   | 75   | 6月14日  | 住广州市荔湾区白鹤洞街道鹤园东十三巷，案例120、121密切接触者，被送酒店集中隔离，6月14日检测核酸阳性 | 广州市 |
| 163 | 女   | 45   | 6月16日  | 住广州市荔湾区白鹤洞街道鹤园中路六巷，案例135、137的密切接触者，被送酒店集中隔离，6月16日检测核酸阳性 | 广州市 |
| 164 | 男   | 45   | 6月16日  | 住广州市荔湾区白鹤洞街道鹤园东十三巷，案例137的密切接触者，被送酒店集中隔离，6月16日检测新冠阳性 | 广州市 |
| 165 | 女   | 75   | 6月16日  | 住广州市荔湾区白鹤洞街道鹤园东十三巷，6月7日公布的一例确诊病例的密切接触者，被送酒店集中隔离，6月16日检测核酸阳性 | 广州市 |
| 166 | 女   | 24   | 6月16日  | 住广州市荔湾区白鹤洞街道鹤园东十三巷，6月7日公布的一例确诊病例的密切接触者，被送酒店集中隔离，6月16日检测核酸阳性 | 广州市 |
| 167 | 男   | 64   | 6月17日  | 住佛山市南海区桂城街道中海锦城小区，为确诊病例的密切接触者 | 佛山市 |
| 168 | 男   | 83   | 6月18日  | 住佛山市南海区桂城街道中海锦城小区，为案167密切接觸者 | 佛山市 |
| 169 | 女   | 43   | 6月18日  | 住广州市荔湾区白鹤洞街道鹤园东十三巷，案例128密切接触者，6月7日送酒店集中隔离，18日检测核酸阳性 | 广州市 |
| 170 | 女   | 69   | 6月18日  | 住广州市荔湾区白鹤洞街道鹤园东十三巷，案例140密切接触者，6月7日送酒店集中隔离，18日检测核酸阳性 | 广州市 |

## 影響

### 广东省
5月22日，广东省教育考试院要求自5月24日起，对参加普通高考的考生利用“粤康码”实行考前连续14天健康监测，未注册者不予打印准考证，不得参加考试。之后广东省教育厅于5月29日下发紧急通知，要求全省所有考生和考务人员在考前进行健康监测的同时，于5月31日至6月5日期间至少进行1次核酸检测。
6月5日，广东省药品监督管理局发布通知，要求中高风险地区内药品零售企业暂停销售《疫情期间需登记报告药品目录》（以治疗退热、止咳的药品为主）药品，直至恢复为低风险地区。
當年端午节期间，廣東省中高风险地区所在地市被禁止举办各级各类大型活动以及组织龙舟赛事和龙舟饭等活动。
6月13日，经广东省委批准，广东省纪委监委、广州市纪委监委近期已成立疫情防控问责联合调查组，对广州市新冠肺炎疫情防控工作中存在的失职失责问题进行调查，坚持依规依纪依法，对履行职责不力、失职失责的领导干部和相关责任人员严肃追责问责。
8月12日，经广东省委批准，广东省纪委监委、广州市纪委监委疫情防控问责联合调查组进行深入调查，对20名领导干部严肃问责。其中，中共广州市委常委、常务副市长陈志英给予诫勉处理；广州市人民政府党组成员、副市长黎明给予党内警告、政务记过处分；广州市卫生健康委员会党组书记、主任黄光烈给予党内严重警告、政务记大过处分，免职处理；广州市卫生健康委员会党组成员、副主任胡文魁给予党内严重警告、政务记大过处分；广州市荔湾区委书记陈小华，给予党内严重警告、政务记大过处分，免职处理；广州市荔湾区委副书记、区长毕锐明，给予党内严重警告、政务记大过处分，免职处理；广州市荔湾区委常委、常务副区长林隽，给予撤销党内职务、政务撤职处分，降为二级调研员。此外，白鹤洞街道、荔湾中心医院有关人员均受到党纪政务处分。

#### 广州市

##### 地区风险
现时根据广东省新冠肺炎防控指挥办的《关于印发广东省应对新型冠状病毒肺炎疫情分区分级防控工作指引的通知》，如该地区有一例确诊病例，所属区域将会视情况调整风险等级，如14天内无确诊病例，则会降低该地区的风险等级。5月22日，首个病例患者郭某居住的荔湾区龙津街道锦龙汇鑫阁调整为中风险地区，6月4日调整为低风险地区。6月26日，南沙区珠江街道珠江西一路（142、144、146、148、150号）、荔湾区白鹤洞街、白云区永平街道集贤路集安街3号、集贤路109号调整为低风险地区，广州全市中高风险地区清零。
| 区     | 街道（及范围）                                               | 调整日期                                                                                            |
| ------ | ------------------------------------------------------------ | --------------------------------------------------------------------------------------------------- |
| 荔湾区 | 龙津街道锦龙汇鑫阁                                           | 低风险→中风险：5月22日 中风险→低风险：6月4日                                                        |
| 荔湾区 | 白鹤洞街道                                                   | 低风险→中风险：5月26日、5月29日 中风险→高风险：6月2日 高风险→中风险：6月25日 中风险→低风险：6月26日 |
| 荔湾区 | 中南街道                                                     | 低风险→中风险：5月29日 中风险→高风险：6月2日 高风险→低风险：6月17日                                 |
| 荔湾区 | 东漖街道                                                     | 低风险→中风险：5月29日 中风险→低风险：6月17日                                                       |
| 荔湾区 | 冲口街道                                                     | 低风险→中风险：5月29日 中风险→低风险：6月17日                                                       |
| 荔湾区 | 东沙街道新爵村天后西街9、11、13、16、18、20、30号所包围区域  | 低风险→中风险：6月11日 中风险→低风险：6月23日                                                       |
| 海珠区 | 瑞宝街道南洲名苑海棠阁A栋、B栋、C栋                          | 低风险→中风险：6月2日 中风险→低风险：6月14日                                                        |
| 海珠区 | 沙园街道中海橡园（H1、H2、H3、H4栋）                         | 低风险→中风险：6月6日 中风险→低风险：6月14日                                                        |
| 海珠区 | 昌岗街道晓阳街（20、22号）                                   | 低风险→中风险：6月6日 中风险→低风险：6月16日                                                        |
| 海珠区 | 滨江街道沙地直街（21、23号）                                 | 低风险→中风险：6月6日 中风险→低风险：6月18日                                                        |
| 番禺区 | 洛浦街道锦绣半岛社区锦绣东区16栋、17栋、18栋                 | 低风险→中风险：6月2日 中风险→低风险：6月14日                                                        |
| 番禺区 | 大石街道北联村新南大街、新南三巷、联南巷、新联路所包围的区域 | 低风险→中风险：6月9日 中风险→低风险：6月22日                                                        |
| 南沙区 | 珠江街道嘉安花园                                             | 低风险→中风险：6月7日 中风险→低风险：6月21日                                                        |
| 南沙区 | 珠江街道发展路、发展横路、灵新大道、珠江二路所包围区域       | 低风险→中风险：6月11日 中风险→低风险：6月23日                                                       |
| 南沙区 | 珠江街道珠江西一路（142、144、146、148、150号）              | 低风险→中风险：6月13日 中风险→低风险：6月26日                                                       |
| 越秀区 | 北京街道仙湖社区惠福西路398号                                | 低风险→中风险：6月6日 中风险→低风险：6月20日                                                        |
| 白云区 | 永平街道集贤路集安街3号、集贤路109号                         | 低风险→中风险：6月14日 中风险→低风险：6月26日                                                       |

此外，部分确诊病例或邻近确诊病例或高中风险地区亦会执行封闭管理，并实行严格居家，足不出户。在5月29日调整为中风险地区的白鹤洞街道和中南街道，31日实施封闭管理；6月1日，广州发布疫情分级分类防控工作补充通告，荔湾区中南街全域、全市所有感染者居住和工作的37个疫点及周边区域实施严格居家，足不出户，执行封闭管理；荔湾区白鹤洞街、冲口街、海龙街、东漖街，海珠区瑞宝街南洲名苑、沙园街中海橡园小区，番禺区洛浦街锦绣半岛东区除封闭管理区之外区域，以及感染者活动过的重点场所周边区域执行封控管理，人员只进不出，严禁聚集；荔湾区石围塘街、茶滘街、东沙街、花地街辖区，执行严格的健康管理，非必要不外出，实行住家、单位“两点一线”闭环管理；6月3日，荔湾区白鹤洞街、东漖街调整为封闭管理区域，严格居家，足不出户，执行封闭管理。
6月13日，广州市新型冠状病毒肺炎疫情防控指挥部发布通告，管控区域内连续14天且经过三轮以上全员核酸筛查无新发感染者，解封前24小时内完成全员核酸检测且结果均为阴性，且所有密切接触者已得到有效管控，管控区域内涉及重点场所的“黄码”人员按规定进行核酸检测且结果均为阴性，环境核酸检测结果均为阴性的，可以解除封闭、封控管理措施。
6月30日，广州市荔湾区新型冠状病毒肺炎疫情防控指挥部发布通知，即日起恢复鹤园小区对外人员和交通通行。至此，荔湾区全区解封。

##### 核酸检测

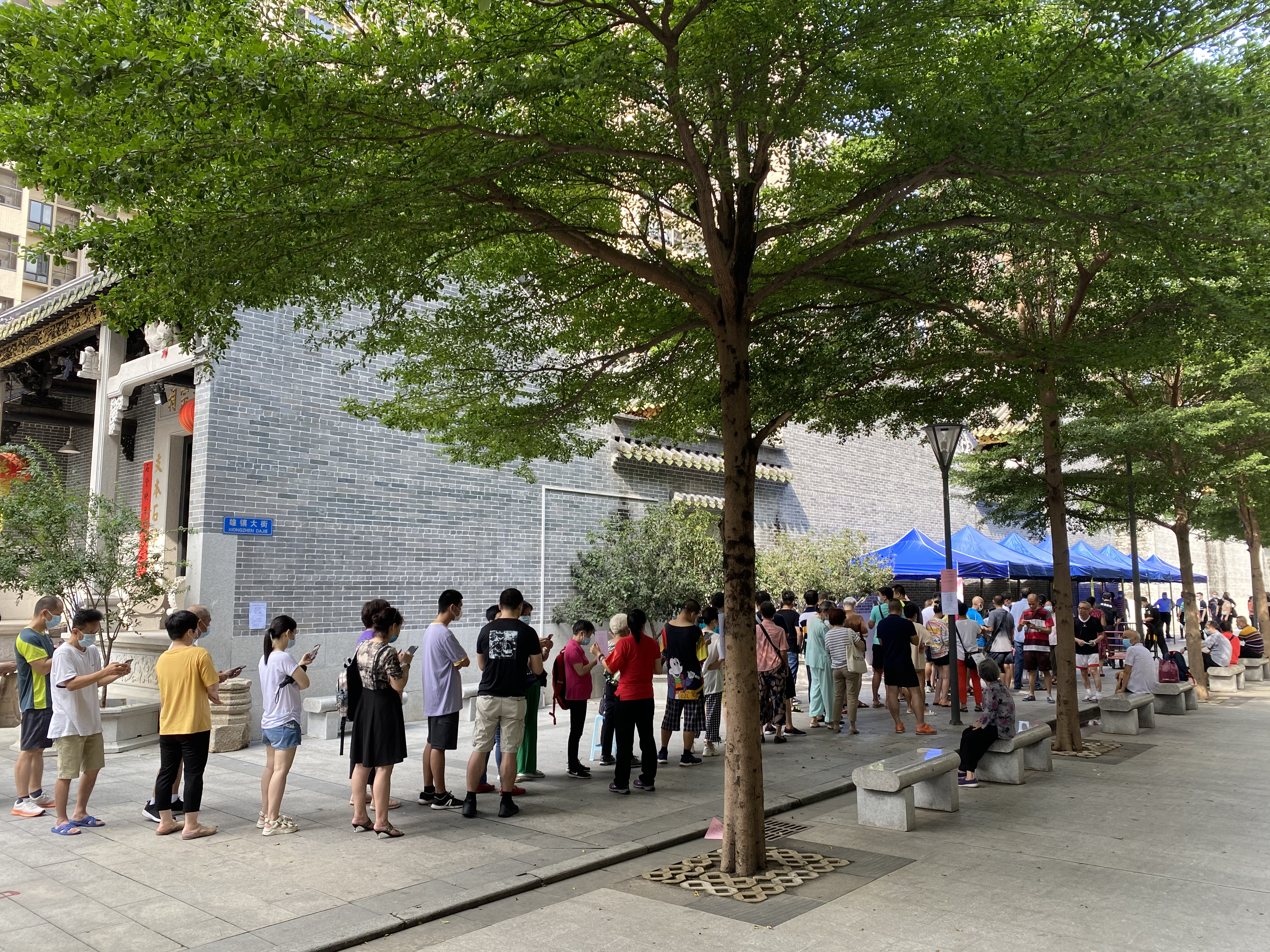
5月30日，在杨箕社区轮候核酸检测的人群

5月21日，广州市荔湾区龙津街道锦龙社区率先开始进行核酸检测。
5月22日，广州市范围累计采样31818份，其中3183人已出结果，均为阴性。5月26日至27日，荔湾区，越秀区其中8个街道对区域内户籍人口、暂住人口开展全员核酸检测。然而检测现场人潮涌涌，排队人士未有保持社交距离，部分检测点甚至一度出现检测拭子、试剂不足的情况，而被迫中断。5月30日，海珠区、越秀区发布通告，海珠区对全区户籍人口、来穗人员，越秀区对全区常住人员分街道分社区就地开展全员核酸检测工作。5月31日，天河区、从化区发布公告，天河区对沙河街、五山街、员村街、石牌街、沙东街、棠下街、天园街、珠吉街辖内户籍人口、来穗人员，从化区对城郊街蜜糖苑小区、太平镇人盛巴厘天地小区常住人口开展大规模核酸检测。
6月4日下午，天河区、黄埔区均发通告，称将在全区开展全员核酸检测。截至当日，广州开展全员核酸检测的区达到7个，实现中心城区（越秀、荔湾、天河、海珠）全覆盖。6月5日，花都區、增城區、南沙區、從化區均發通告，稱將在全區開展核酸檢測。這意味著廣州市範圍內均開展核酸檢測。根据广东省卫健委的安排，珠海、中山、东莞、深圳、惠州、清远、韶关派出医护人员，支援广州核酸检测工作，医护人员总数达到5200人。
截至6月5日24时，广州累计核酸采样1608.81万份，已发现阳性33人。

##### 疫苗

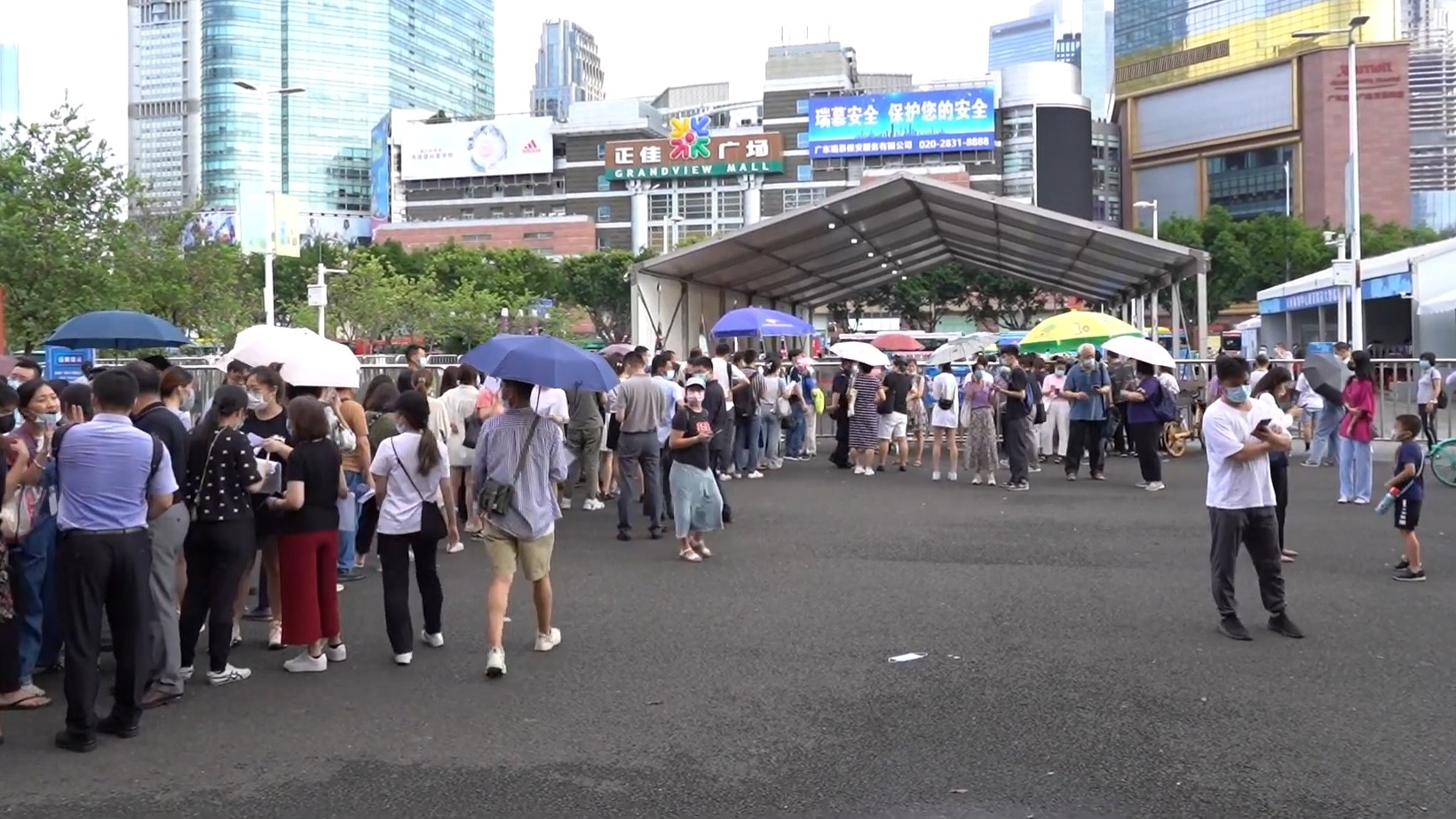
設置在天河體育中心的疫苗接種點有大批民眾排隊施打疫苗

本土疫情爆发后，广州市民接种疫苗意愿高涨，多个疫苗接种点出现排队人龙，仅5月21日当天疫苗接种就超过39万剂次，创大规模接种工作启动以来的新高。不过广州市于5月31日暂停个人预约接种疫苗，优先安排重点人群接种及核酸检测工作，一直至6月6日恢复第二针疫苗接种的社会预约通道。

##### 日常生活
广州市商务局下发通知，要求全市住宿餐饮行业安排从业人员接种疫苗，接待家庭私人聚会聚餐人数不得超过10人。荔湾区青少年宫、少年科艺体培训中心宣布自5月21日起暂停所有课程一周。5月28日，广州市全市线下课外机构及托管机构暂停活动。5月29日，广州市新冠肺炎疫情防控指挥部发布通告，荔湾区海龙街、白鹤洞街、中南街、东漖街、冲口街区域范围内停止非日常生活必须的一切活动，限制每户每天1人外出购买生活必需品。荔湾区全区、越秀区、海珠区、白云区、番禺区部分区域娱乐场所、室内文化体育场馆、批发市场（农贸市场除外）、学生儿童托管机构暂停营业，幼儿园、培训机构暂停线下教学，餐饮场所暂停堂食。学校暂停线下教学，初三、高三年级有住宿条件的，在校实施全封闭管理，没有住宿条件的，居家开展线上教学。高校由学校按要求严格管理。由于本土病例的再度出现，广州的主要商圈、餐厅客流量骤减甚至是门可罗雀，外卖、生鲜配送、社区团购等平台的订单量大幅增加，各大互联网平台也全力保障物资的供应。曾在风险地区停留、未成“三天两检”者的健康码会呈现黄色，不能凭此进入各类公共场所或乘坐公共交通工具。
6月4日，番禺區、海珠区所有社会餐饮服务单位（含提供堂食的食品销售单位）暂停堂食。广州部分医院自当日起暂停门诊服务。6月5日，南沙區所有社会餐饮服务单位（含提供堂食的食品销售单位）暂停堂食。6月7日，越秀區所有社會餐飲服務單位（含提供堂食的食品銷售單位）暫停堂食。
6月8日，广州市新型冠状病毒肺炎疫情防控指挥部发布通告，全市中高风险及封闭、封控管理区域的农贸市场关闭。白云区、黄埔区所有社會餐飲服務單位（含提供堂食的食品銷售單位）暫停堂食，全市中高风险地区及实施封闭、封控管理区域内的各类公共文化旅游场所全部停业，密闭娱乐场所、旅游景区密闭室内部分暂停营业，公共文化场馆及旅游景区室外部分限流50%。旅行社带头不组团离穗、不出省旅游。
6月9日，天河区所有社会餐饮单位（含早餐店、饮品店、小吃店等）限制堂食服务，只开50%堂食座位，至6月12日调整为每天22:00至次日凌晨5:00暂停宵夜。
6月10日，从化区、花都区、增城区所有社会餐饮服务单位（含提供堂食的食品销售单位）暂停堂食。增城区暂停各类大型活动，暂停组织团队旅游活动。端午节期间各镇街、各村不得组织龙舟赛事、龙舟饭等聚集性活动，禁止龙舟下水。截止到6月9日，广州全市已有包括8家4A级旅游景区在内的32家A级旅游景区关闭。
6月18日，黄埔区、增城区所有社会餐饮单位恢复部分堂食服务，大堂餐桌实际使用数量不超过平时的70%。越秀区各类公共文化场所、六榕街和光塔街区域内专业市场实行限流、有序开放。六榕街、光塔街区域内中小学、幼儿园于6月21日起恢复线下教学；海珠区沙园街、瑞宝街中小学、幼儿园6月17日恢复线下教学；昌岗街中小学、幼儿园6月18日恢复。
6月19日，芳村片区除涉疫重点场所以外的17家农贸市场已有序复市。
6月21日，花都区所有社会餐饮单位恢复部分堂食服务，大堂餐桌实际使用数量不超过平时的50%，餐桌之间距离不少于1米，6月25日起全面恢复。
6月25日起，番禺区除大石街大兴村北联村的部分区域外的其他区域、海珠区、越秀区、增城区、白云区（除中风险地区外）的餐饮单位恢复堂食服务。
6月26日起，南沙区除珠江街嘉安花园以及珠江街灵新大道以东、工业路一巷以南、六涌以北区域外的餐饮服务单位（含提供堂食的食品销售单位）恢复堂食服务。
随着疫情的受控，至7月初，广州市内各大因疫情关停的文化旅游场所陆续恢复开放。电影院、剧院、歌舞娱乐场所、上网服务场所等有序开放。
7月3日，广州市文化广电旅游局发布关于强化文化旅游行业疫情常态化防控工作的通知，除有序开放文化旅游场所外，旅行社团队旅游亦有序恢复。
7月8日，广州市荔湾区新型冠状病毒肺炎疫情防控指挥部发布《关于芳村片区疫情常态化防控工作的通告》，即日起，荔湾区芳村片区统一执行《广州市新型冠状病毒肺炎疫情防控指挥部关于强化疫情常态化防控工作的通告》（第23号）规定的疫情常态化防控措施，即芳村片区餐饮场所恢复堂食，区域内文体娱乐等公共场所、密闭经营场所可有序开放。

##### 高考和中考
针对即将到来的高考，广州市教育局在5月31日发布《关于全力保障广州市平安高考的温馨提示》。提示说，5月31日至6月11日，广州全市普通高中学校高一、高二年级学生暂停线下教学，进行居家线上学习；从5月31日至高考结束，有住宿条件可实现封闭备考的学校，高三住宿生、教师及学校员工实施在校住宿封闭备考；原走读生可自愿选择在校住宿封闭备考或居家开展线上备考，鼓励走读生选择在校住宿封闭备考；无法提供住宿或无法实现封闭备考学校的高三学生或无法住校的考生，须严格居家开展线上备考，考前不返校（除按规定要求熟悉考点环境外），并做好个人防护，避免聚集和外出；与考生共同居住的人员，应同时做好个人防护，坚持工作地和居住地“两点一线”出行方式，减少不必要的聚集和外出。另外，全体考生和考务人员须在5月31日和6月5日前完成2次核酸检测。
6月2日，广州市再公布了针对高考的具体措施。广州会将考生分为普通考生、重点区域考生、密接考生、次密接考生以及核酸检测阳性考生五类。广州将设立普通考点和隔离考点，普通考点内设置了普通考场、备用考场和隔离考场，对核酸检测阳性考生在定点收治医疗机构内设置独立考场。在高风险地区的考生不进入中低风险区，将集中安排在广州市培英中学、广州市真光中学和荔湾区金道中学3个考点进行高考；居住在中低风险区域的考生，一律不回到高风险区域考试。此外，所有考生在考试结束后还需要进行14天的自我健康监测。
原本將於6月20日至22日举行的廣州中考延期至7月进行。6月23日广州市政府新闻发布会通报，广州中考延期至7月10日至12日举行。所有考生和考务人员参照高考要求，已连续进行考前健康监测，并将于考前4天全部进行核酸检测。

##### 大眾運輸
5月29日，地铁2号线南浦站因南浦岛被列入疫情防控区而暂停服务，同日地铁1号线西塱与坑口站、广佛线龙溪、菊樹、西塱、鹤洞和沙涌站的所有出入口实行“只出不进”措施。5月31日8時，南浦站恢复正常服务。6月1日晚9時起，菊樹、鹤洞站暫停運營，乘坐地鐵及有軌電車需出示健康碼綠碼。6月3日晚5時起，芳村、花地灣和滘口站所有出入口实行“只出不进”措施。6月5日下午2時起，4號線南沙區內地鐵站點（東涌站、慶盛站、黃閣汽車城站、黃閣站、蕉門站、金洲站、飛沙角站、廣隆站、大涌站、塘坑站、南橫站、南沙客運港站）關閉，晚6時起改為只出不進。6月7日起，除西塱可開放轉乘，芳村區內地鐵站（龙溪、菊樹、鹤洞、沙涌、芳村站、花地灣和滘口站）停止服務，南沙區內地鐵站恢復服務。
5月29日起，在芳村防控區域內部运行或部分途經防控区域的公交线路暂停营运，部分芳村途經防控区域的公車在防控区域内实行乘客“只下不上”的措施。6月2日起，乘坐公車需出示健康碼綠碼。6月3日下午起，除7條銜接廣州、佛山線路外，所有公車均取消行經芳村防控区域路段。6月5日下午2時起，所有公車均取消行經南沙區路段，6月7日恢復運營，不過部分線路停運或調整服務。
5月29日起，防控区域内暂停巡游出租车、网约车运营。另外芳村客运站暂停运营，所有共享单车将暂停服务。6月3日起，滘口客運站暫停運營。6月10日起，海珠客運站、夏茅客運站的、羅沖圍客運站、從化客運站暫停公路業務運營，廣州市内所有省际长途客运線路停運。
5月30日，广州市宣布次日22时起，所有离城旅客（不含外地中转旅客），须凭“健康码”绿码，并持有72小时内核酸检测阴性证明，但参照地铁模式公交化运行的广清城际和广佛环线，以及广佛地铁暂不需要核酸检测阴性证明。对于离穗出省的小型汽车司乘人员，则须持有72小时内核酸检测阴性证明，以备查验。而通过广州与周边城市跨市公交（包括地铁、公交车、出租车、网约车等）、省内跨市私家车出行不受到管控，不需要提供核酸证明。截至5月31日上午10时，广州白云国际机场至少有466架次进出港航班取消，中国南方航空等航空公司发布了免费退改签政策。6月5日14時起，慶盛站關閉進站通道。
6月4日，广州、佛山实施两地协同交通管制。其中，广州市封控区域内高速公路仅保留1-2个出入口，允许持证车辆通行；广州市、佛山市封控区域接壤的道路实施封闭。
6月5日，南沙區封閉聯外道路，6月7日恢復。同日，广州市公安局交通警察支队宣布，自6月6日起暂停实施外牌车“开四停四”措施。
6月6日，广州市卫生健康委副主任、新闻发言人陈斌表示，倡议广大市民群众非必要不离穗、不出省，并表示自6月7日12时起，确需离穗出省的需持有的核酸检测阴性证明從72小時內改為48小時內。
6月24日，因应荔湾区芳村片区（鹤园小区除外）恢复对外人员和交通通行，芳村片区内的地铁站、公交等公共交通服务今日16时起全面恢复。广州交警同日宣布，自6月25日起恢复实施“开四停四”措施。
6月28日起，芳村客运站、滘口汽车站、海珠客运站、从化汽车站、罗冲围客运站恢复省内班线营运。
7月3日0时起，广州市取消“持48小时核酸阴性证明出省”的管控措施。同日起，广州公交、广州地铁取消乘客出示健康码的要求。
7月5日起，乘坐广州市内公共汽车的乘客无需进行体温检测，但对进入对外交通枢纽配套公交站场的乘客进站时仍需检测体温。

#### 佛山市
南海区于5月27日宣布对桂城、大沥、里水相关社区的常住人口开展大规模人员核酸检测，禅城区于5月28日15时至29日12时对全区常住人口开展全员核酸检测。5月29日，南海区桂城街道华福御水岸小区调整为中风险地区。5月31日，禅城区石湾镇街道绿茵鸣苑小区风险等级由低风险调整为中风险。同日，禅城区石湾镇街道绿茵鸣苑小区和南海区桂城街道永安路以西、南港路以北、新胜路以东、佛山水道以南的区域范围内所有人员实行居家隔离，禅城区石湾镇街道其他区域，南海区桂城街道其他区域，南海区大沥镇黄岐社区、东秀社区、岐阳社区、洞庭社区、雍雅社区的区域范围内所有人员减少外出。全市卡拉OK、电影院、健身房、室内游泳馆、酒吧、洗浴中心等密闭场所暂停营业。普通高中学校的高一、高二学生于6月1日至6月11日期间组织居家线上教学，返校时间另行通知。6月1日至高考结束，高三考生实行封闭管理。高校由学校按有关要求严格管理。
6月1日，佛山规定辖区内机场、铁路、公路客运站等站场离开佛山的旅客（不含外地中转旅客），须凭“健康码”绿码，并持有72小时内核酸检测阴性证明；离开佛山出省的小型汽车司乘人员，须持有72小时内核酸检测阴性证明，但乘坐广佛线及公交往来广佛间、省内、市内自驾的人员除外。
6月4日，南海区公布疫情防控工作安排和要求，桂城街道华福御水岸小区及周边区域，万科金域名都小区，大沥镇景裕嘉园小区及周边区域，以及感染者和密切接触者居住、工作的重点场所严格实行居家隔离；桂城街道夏南二、夏东、平北、大圩、江滨、平东、同成等7个社区，大沥镇黄岐、东秀、岐阳、洞庭、雍雅等5个社区（除第一点提及的区域）的所有人员原则上足不出户，人员只进不出，严禁聚集，执行封控管理；桂城街道其他区域；桂和路以东、桂和路往北至雅瑶水道以南、广佛江珠高速以东、广佛肇高速以南、广州辖区以西、佛山水道以北范围内（除第一、二点提及的区域）严格限制人流，减少人员外出，执行闭环管理。
6月5日，南海区桂城街道万科金域名都小区风险等级由低风险调整为中风险。高明区、三水区宣布于6月6日至6月7日开展全区全员核酸检测工作。
6月6日，佛山市新型冠状病毒肺炎疫情防控指挥部办公室发布关于进一步强化疫情防控工作的通告，自6月7日12时起，确需离开佛山、出省的民众，需持有48小时内核酸检测阴性证明。
6月7日起，禅城区所有非必要聚集活动全部停止，并暂停广场舞等各类人员聚集活动。区内所有卡拉OK、游艺游戏室、网吧、棋牌室、电影院、健身房、室内游泳馆、酒吧、洗浴中心、沐足、美容、宗教场所等密闭场所暂停营业。辖区内所有大排档暂停线下营业；餐饮场所暂停堂食。
6月10日，顺德区所有社会餐饮服务单位（含提供堂食的食品销售单位）暂停堂食。6月11日，高明区、三水区分别发布通告称，全区所有社会餐饮服务单位暂停堂食，至此佛山全市餐饮场所暂停堂食。
6月12日，佛山沙堤機場暂停运营至6月22日，同時与广州接壤道路实施封闭。
6月14日，佛山市新型冠状病毒肺炎疫情防控指挥部办公室发布通告称，对封闭、封控、闭环管理区域实行有序解除相关措施。
6月14日，禅城区石湾镇街道绿茵鸣苑小区由中风险地区调整为低风险地区；6月15日凌晨，南海区桂城街道华福御水岸小区风险等级由中风险调整为低风险。
6月19日，南海区桂城街道中海锦城国际花园3街3栋风险等级由低风险调整为中风险。
6月24日，佛山市交通运输局发布《关于配合广州市荔湾区芳村片区疫情防控调整交通管制措施的通告》，对佛山市穗盐路、五丫口大桥、沙尾大桥等与广州市荔湾区芳村片区接壤的道路解除交通管制，恢复正常通行，公共交通亦陆续恢复。
6月25日起，佛山市南海区桂城街道万科金域名都小区风险等级由中风险调整为低风险。
6月26日，南海区除封闭管理区域外，所有餐饮场所恢复部分堂食服务，其中桂城街道、大沥镇、里水镇餐饮场所的大堂餐桌实际使用数量不超过50%，其他区域大堂餐桌实际使用数量不超过70%。其后，佛山禅城区、顺德区发布通告，恢复部分堂食服务。至此，佛山全市餐饮场所均恢复部分堂食服务。
7月2日，南海区桂城街道中海锦城国际花园3街3栋风险等级由中风险调整为低风险。
7月3日0时起，佛山市取消“持48小时核酸阴性证明出省”的管控措施。
7月6日，佛山沙堤機場恢复运营。

#### 其他城市
6月1日，深圳宝安国际机场接广东省防疫指挥部通知，自6月2日零时起，持有广州、佛山身份证，且计划从深圳机场乘机出港的旅客（不含外地中转旅客），需出具“健康码”绿码及72小时内核酸检测阴性证明，6月7日12时起升级至须提供48小时内核酸检测阴性证明，6月13日起同时查验“行程码”，如“行程码”显示14天内有广州、佛山行程经历的旅客，需提供48小时内的核酸检测阴性证明。广东省内多地亦暂停发往广州的客运班车。6月4日0时起，持有广州、佛山身份证且计划从惠州机场乘机出港的旅客（不含外地中转旅客），需出具“健康码”绿码及72小时内核酸检测阴性证明。广东省内其他地区旅客乘坐铁路列车出省，须出示健康码绿码和72小时内核酸检测阴性结果，例如东莞市。吴川市区域内部分路段实行交通管制，市民群众确需离开的需持有48小时内核酸检测阴性证明。湛江机场亦对持有广州、佛山身份证或14天内有广州、佛山行程经历（到达或途经）的出发离粤旅客实施48小时内核酸检测阴性证明查验；对持有省内其他城市身份证或14天内有省内其他城市行程经历（到达或途经）的出发离粤旅客实施72小时内核酸检测阴性证明查验。
6月6日，中山市自当日起对原先在翠亨新区、黄圃镇、三角镇、民众镇、东凤镇、南头镇范围内开展大规模核酸筛查，扩大到全市。吴川市也对重点防控区域进行全员核酸检测。6月7日，江门市宣布对蓬江区、江海区、新会区及鹤山市进行大规模核酸筛查，东莞市17个镇街将用3天时间完成辖区内大规模核酸检测筛查工作。
6月8日，吴川市覃巴镇下榕村风险等级由低风险调整为中风险，至6月23日调整为低风险。
6月14日起，湛江市网吧、歌舞厅、游艺厅、电影院等场所暂停营业。
6月28日起，吴川市解除交通管控措施，所有社会餐饮服务单位（含提供堂食的食品销售单位）恢复堂食服务。
7月3日0时起，广东省内除深圳市、东莞市外的其他地市取消“持72小时核酸阴性证明出省”的管控措施。

### 香港
5月22日，香港卫生署鉴于广东出现的2019冠状病毒病确诊病例，将当地列为“中风险地区”，宣布翌日起不能通过“回港易”计划入境。然而，港府该安排遭到建制派人士的批评。其中前特首梁振英在Facebook发帖质疑，指出广东省面积远比广州市大得多，为何广州有病例，全省就无法使用“回港易”，批评会影响到与新加坡、内地恢复通关的计划。最终政制及内地事务局在当晚发出新闻稿，将“中风险地区”的范围收窄至确诊者居住大厦，“回港易”计划的安排会暂时维持不变。
6月2日，因应广东本土疫情升温，原擬定5月中容許內地居民免檢疫來港的「來港易」計劃暫緩。

### 澳门
5月22日，澳门宣布自当日14时起，入境前14天内曾经到过龙津街道锦龙社区的入境人士，须按照卫生当局的要求在指定地点接受14天医学观察。27日，澳门宣布自当日6时起，入境前14天内曾经到鹤园小区的入境人士，须按照卫生当局的要求在指定地点接受14天医学观察。29日，澳门宣布自当日21时起，入境前14天内曾经到过广州市荔湾区海龙街道（包括增滘社区、海北社区、龙溪社区、龙湾社区、大和社区、江北社区）、佛山市南海区桂城街道华福御水岸小区的入境人士，须按照卫生当局的要求在指定地点接受14天医学观察。31日，澳门宣布自6月1日0时起，所有在入境前14天内曾经到过广东省广州市的海珠区水榕路中海橡园国际小区、番禺区洛浦街南浦环岛西路南浦小区、茂名市电白区那霍镇马路旧屋村的入境人士，须按照卫生当局的要求在指定地点接受14天医学观察。
6月6日，澳门卫生局将向14天内曾到过广州或佛山的人士发出短信，要求他们在指定期间内主动接受核酸检测，如未能在指定期间接受检测，他们的健康码会变成黄色，直至完成检测且结果为阴性，方可转为绿码。翌日凌晨，應變恊調中心更改政策，宣佈14天內曾到過廣州或佛山的人士健康碼變紅色，要求前往位於仁伯爵綜合醫院、鏡湖醫院和科大醫院的核酸站進行病毒核酸檢測，該3個病毒檢測站通宵開放，並要求所有人士必須於6月7日下午6時前完成檢測。如未能完成檢測者須接受14天醫學觀察。
6月7日早上，澳门特区政府經珠澳通關恊調機制商討後，宣佈由6月8日上午10時起所有往返廣東及澳門的人士 (包括往返珠澳兩地口岸人士) 須持48小時內核酸檢測陰性報告方可出入境。
7月7日下午6時起，澳门取消在入境前14天內曾經到過廣東省廣州市番禺區大石街道的人士須按照衛生當局的要求在指定地點接受14天醫學觀察的措施。至此，广东省居民入境澳门，不再需要接受14天醫學觀察。
7月10日，澳门新冠肺炎應變恊調中心於例行記者會中宣佈與廣東省達成恊議放寬粵澳通關措施，與持通關核酸證明由48小時延長至7天。

### 新疆
5月21日。乌鲁木齐机场开始对广州旅客进行筛查。5月24日，乌鲁木齐、喀什等多座城市要求对广州荔湾区旅居史人员进行14天集中隔离，另外多地景区也禁止接待广州旅居史人员。但有民众表示，实际上从广州机场出发的旅客若无24小时内离开新疆的机票或火车票将直接进行14天隔离，若可提供相关证据可乘坐当地政府提供的隔离车送至机场车站。

### 新加坡
6月4日，新加坡卫生部表示，禁止过去21天内曾到广东、持有航空通行证的短期旅客入境新加坡。

## 溯源调查
广州荔湾区新冠肺炎疫情防控指挥部5月23日晚通报，初步判断首例患者郭某为境外输入关联确诊新冠肺炎病例，其感染2019冠狀病毒变种病毒株B.1.617谱系，不排除是意外暴露造成偶发感染。复旦大学公共卫生学院教授姜庆五怀疑“有些轨迹，或者是终末消毒的问题，导致病毒最后流出去了”。但广州市疾控中心副主任张周斌在6月1日接受采访时称，回到南宁的境外返回人员不是此次疫情的源头，溯源工作仍然在进行。
2021年8月20日，中国疾控中心英文周报（China CDC Weekly）详细披露感染细节。疾控人员发现，2021年5月9日，一名入境人士被送至荔湾中心医院就医，入住发热门诊隔离病房，两天后确诊，后被送往广州八院隔离治疗，病情一度为“危重型”。而在5月10日，郭阿婆曾到荔湾中心医院的中医门诊就诊。后来的测序结果表明，二人基因序列高度同源，因此可能存在气溶胶传播。荔湾中心医院的中医诊室与发热门诊虽然处于两栋建筑中，但属于“握手楼”——楼与楼之间的间距近到打开窗可以握手的楼房。两栋建筑物之间的外墙距离仅为0.51米，中医诊室的窗户与发热门诊房门的距离也只有0.77米。